# Chabrias
Chabrias (grekiska Χαβρίας), berömd atensk fältherre under 300-talet f.Kr., vann härförarrykte under korintiska kriget, då han 388 f.Kr. slog spartanerna vid Egina. Under de följande åren kämpade han mot perserna, mot vilka han 387 f.Kr. understödde Euagoras av Cypern, och 385 f.Kr. egyptierna. 
Sedan Aten slutit sig till det genom Pelopidas befriade Thebe, skickades Chabrias 378 f.Kr. med 5 000 man mot de under Agesilaos befäl i Boiotien inbrytande spartanerna. Atenarna var till antalet underlägsna, men avskräckte fienden från att anfalla, därigenom att de, enligt en av Chabrias uppfunnen anordning, i en fast ställning mottog honom med orubbligt lugn, "med skölden mot knä och framsträckt lans". I en sådan ställning avbildades Chabrias själv, när hans landsmän sedermera reste hans bildstod. 376 f.Kr. förstörde han spartanernas flotta vid Naxos. När Aten övergått från den tebanska alliansen till en spartansk, försvarade Chabrias Korinth (368 f.Kr.) mot tebanerna. 361 f.Kr. deltog han, tillsammans med sin forne motståndare Agesilaos, i ett koalitionskrig mot perserna och förde därvid befälet på egyptiern Tachos flotta. I bundsförvantskriget 357 f.Kr. fick han jämte Chares överbefälet över Atens flotta, men stupade samma år vid ett djärvt angrepp på Chios hamn.